# Asociación Olímpica Británica
La Asociación Olímpica Británica (por sus siglas en inglés BOA) es el comité olímpico nacional del Reino Unido. Es la organización deportiva más grande en el Reino Unido, que supervisa sin fines de lucro toda la actividad deportiva, y se refieren a ella todos los deportes olímpicos se practica en el país, y tiene la responsabilidad del cuidado y la preparación de la delegación británica en los Juegos Olímpicos. Coordina la relación con varias organizaciones deportivas internacionales.

## Miembros de la BOA y organismos deportivos
La Asociación Olímpica Británica, del Reino Unido que comprende sus países constituyentes, las Dependencias de la Corona y los Territorios Británicos de Ultramar que no tienen su propio CON, compite en todos los Juegos Olímpicos de verano, invierno y juveniles como  Gran Bretaña ("Equipo GB").

### Miembros
La asociación está formada por miembros de los siguientes países:
- Reino Unido
- Inglaterra
- Irlanda del Norte
- Escocia
- Gales

Nota: Los atletas norirlandeses pueden elegir si compiten por Gran Bretaña e Irlanda del Norte o por la República de Irlanda, ya que tienen derecho a la ciudadanía de cualquiera de las naciones en virtud del Acuerdo del Viernes Santo. Sin embargo, en varios deportes, incluidos el hockey, el tenis y el rugby a siete, los atletas norirlandeses están inhabilitados de facto para representar al Reino Unido porque la federación designada solo selecciona entre aquellos jugadores que son de la isla de Gran Bretaña.
Dependencias de la Corona:
- Guernsey
- Isla de Man
- Jersey

Territorios Británicos de Ultramar:
- Akrotiri y Dekelia
- Anguila
- Territorio Antártico Británico
- Territorio Británico del Océano Índico
- Islas Malvinas
- Gibraltar
- Montserrat
- Islas Pitcairn
- Islas Georgias del Sur y Sandwich del Sur
- Islas Turcas y Caicos
- Santa Elena, Ascensión y Tristán de Acuña

Nota-Las reglas del COI actualmente no permiten que los territorios dependientes obtengan el reconocimiento de los Comités Olímpicos Nacionales(CON). Tres Territorios Británicos de Ultramar tienen sus propios CON anteriores a esta regla y, por lo tanto, no están conectados con la BOA: Bermudas, las Islas Vírgenes Británicas y las Islas Caimán. Si bien los territorios del Territorio Antártico Británico, el Territorio Británico del Océano Índico y las Islas Georgias del Sur y Sandwich del Sur están representados nominalmente por la BOA, estos territorios no tienen población permanente y no envían atletas.

#### Atletas de Dependencias de la Corona y Territorios de Ultramar para el Equipo GB
Entre las Dependencias de la Corona y los Territorios de Ultramar actuales, solo unos pocos han estado representados en el Equipo GB desde 1930 (El año de los primeros Juegos de la Commonwealth), conservando la ciudadanía y (si se lleva a cabo el deporte) la elegibilidad para los Juegos de la Commonwealth en sus territorios. Estos incluyen:
- Cameron Chalmers (Guernsey)
- Peter Kennaugh (Guernsey)
- Alex Coleborn (Jersey)
- Mark Cavendish (Isla de Man)
- Peter Kennaugh (Isla de Man)
- Alexandra Jackson (Isla de Man)
- Marie Purvis (Isla de Man)
- Jonathan Bellis (Isla de Man)
- Georgina Cassar (Gibraltar)

Algunos más han participado en el Equipo GB después de cambiar la elegibilidad a mitad de su carrera de sus territorios a Inglaterra antes de los Juegos Olímpicos, incluidos:
- Shara Proctor (representó a Anguila hasta 2011, ingresó a los Juegos Olímpicos en 2016)
- Delano Williams (representó a las Islas Turcas y Caicos hasta 2012, ingresó a los Juegos Olímpicos en 2016)

### Organismos deportivos británicos asociados con la BOA
- UK Sport
- UK Anti-Doping
- Sport England
- English Institute of Sport
- Sport Northern Ireland
- Sportscotland
- Sport Wales

## Rol
El BOA es uno de los 206 Comités Nacionales (CON) reconocidos actualmente por el Comité Olímpico Internacional (COI). El COI lidera la promoción del olimpismo de acuerdo con la Carta Olímpica.
Trabajando con los órganos rectores nacionales de cada deporte, la BOA selecciona a los miembros del Equipo GB para competir en todos los deportes en los Juegos Olímpicos de verano e invierno. La BOA es independiente y no recibe fondos del gobierno. Sus ingresos provienen de la recaudación de fondos y eventos.
Gran Bretaña e Irlanda del Norte es uno de los cinco Comités Olímpicos Nacionales (los otros son Australia, Francia, Grecia y Suiza) que nunca han dejado de estar representados en los Juegos Olímpicos de Verano desde 1896. De estos países, Gran Bretaña e Irlanda del Norte, Francia y Suiza son los únicos países que han estado presentes en todos los Juegos Olímpicos de Invierno; por lo tanto, Gran Bretaña e Irlanda del Norte es uno de los tres países que han competido en todos los Juegos Olímpicos. Gran Bretaña es también el único equipo en los Juegos Olímpicos que ha ganado un oro en todos los juegos de Verano. El Reino Unido ha sido sede de tres Juegos Olímpicos, todos ellos en Londres: en 1908, 1948 y 2012.

## Estructura
En su formación en 1905, la asociación estaba formada por siete miembros del organismo rector nacional de los siguientes deportes: esgrima, salvamento, ciclismo, patinaje, remo, atletismo, rugby, fútbol asociación y tiro con arco. Ahora incluye como miembros a los treinta y tres órganos rectores nacionales de cada deporte olímpico, tanto de verano como de invierno.
Un representante de cada uno de los deportes olímpicos forma el CON, el organismo de toma de decisiones y formulación de políticas de la BOA. El CON elige a tres funcionarios: un Presidente, un Presidente y un Vicepresidente, cada uno por un período de cuatro años. Seis miembros del CON son elegidos para la Junta, que supervisa el trabajo de la Junta Directiva y presenta propuestas para que el CON tome una decisión. Los actuales titulares de cargos principales (2022) son:
- Presidente: Ana del Reino Unido
- Presidente: Sir Hugh Robertson[1]
- Director ejecutivo: Andy Anson
- Vicepresidenta: Annamarie Phelps

## Antiguos Presidentes
- Arthur Gold (de 1984 a 1992)

## Fundación
Los orígenes de la BOA son anteriores al movimiento Olímpico Internacional y su órgano rector, el Comité Olímpico Internacional.
Tiene sus raíces en la Asociación Olímpica Nacional (NOA), que celebró su reunión inaugural en el Liverpool Gymnasium, Myrtle Street, Liverpool, en noviembre de 1865. Promovió una serie anual de eventos deportivos en Gran Bretaña, con el objetivo de fomentar la participación en la educación física a través de festivales olímpicos. La NOA surgió principalmente gracias a los esfuerzos de John Hulley de Liverpool (Presidente), el Dr. William Penny Brookes (de Much Wenlock) y Eg Ravenstein (presidente de la Sociedad Alemana de Gimnasia de Londres). Tomó como ejemplo los Juegos Olímpicos existentes de Much Wenlock, por lo que los Juegos NOA "estaban abiertos a todos los interesados" y no solo a los productos de las escuelas públicas británicas.
Después de que la NOA cerró en 1883, su lema ('Civium virtus civitatis tutamen' que significa 'el poder de los ciudadanos es la defensa del Estado') y su espíritu fueron heredados por la Sociedad Nacional de Recreación Física (NPRS), fundada en 1885. Desde 1902, el presidente y el Tesorero de la NPRS fueron miembros del "Comité Britannique" Olímpico y la NPRS fue un organismo fundador de la Asociación Olímpica Británica en 1905.

## Escudo de Armas
Adoptado: 27 de abril de 2016
Cresta: Sobre un Yelmo con una Corona de Argent, Gules y Azure: Dentro de una Corona que comprende un Borde engastado con seis Bastones erectos O entre Redondeles alternativamente de Plata, Oro y Bronce propiamente dicho, un León estatante guardant Gules coronado con una Corona de Laurel, la pata delantera diestra levantada y sosteniendo una Antorcha encendida O.
Escudo: Gules Trimestrales y Azules dos Puerros en pálido que en la base invertidos y unidos en la punta fess a dos Cardos en fess dos Rosas en bend y dos Flores de Lino en bend siniestras, todas con la cabeza hacia afuera y deslizadas y con hojas o todo enfilando cuatro Eslabones de Cadena entrelazados en un cuadrado Argent.
Seguidores:A cada lado, un León guardián que en el dexter Azure que en el siniestro Gules, cada uno coronado con una Corona de Laurel y sosteniendo en la pata delantera exterior una Antorcha encendida o ambas sobre un Compartimento que comprende un Monte Verde Cubierto de Hierba.
Notas: 
Lema: IUNCTI EN UNO

## Lectura adicional
- Llewellyn, Matthew P (2012). "Rule Britannia: Nacionalismo, Identidad y los Juegos Olímpicos Modernos". Routledge. ISBN 9780415663908